# Melchor Soria Vera
Melchor Soria Vera (falecido em 1643) foi um prelado católico romano que serviu como bispo auxiliar de Toledo (1602–1643) e bispo titular de Troas (1602–1643).

## Biografia
No dia 17 de junho de 1602, Melchor Soria Vera foi nomeado durante o papado de Clemente VIII como Bispo Auxiliar de Toledo e Bispo Titular de Troas. Serviu como Bispo Auxiliar de Toledo até à sua morte em 1643.
Enquanto bispo, foi o principal consagrador de Diego Castejón Fonseca, bispo de Lugo (1634).